# 유진위
유진위(중국어: 劉鎮偉, 영어: Jeffrey Lau)는 홍콩의 영화감독이다.

## 작품 목록

### 감독
- 《홍콩 여복성》(1986)
- 《음양의 결투 : 맹귀차관》 (1987)
- 《홍콩 여복성 2 : 맹귀대하》(1987)
- 《음양의 결투 2 : 맹귀학당》(1988)
- 《금장대주점》 (1988)
- 《자웅쌍혈》 (1989)
- 《도성》 (1990)
- 《시가중지》 (1990)
- 《도패》 (1991)
- 《92 흑장미 대 흑장미》 (1992)
- 《동성서취》 (1993)
- 《서유기 : 선리기연》 (1994)
- 《서유기 : 월광보합》 (1994)
- 《화기소림》 (1994)
- 《홍콩 레옹》 (1995)
- 《비룡》 (1996)
- 《블랙 로즈》 (1997)
- 《무한부활》 (2001)
- 《천하무쌍》 (2001)
- 《삼장법사의 모험》 (2005)
- 《기기협》 (2009)
- 《미션! 수영의 여왕》 (2010)
- 《월광보합》 (2010)

### 각본
- 《열혈남아》(1988)
- 《아비정전》(1990)
- 《버추얼 웨폰》(2002)